# Muhammad VI al-Habib
Muhammad VI al-Habib (13 agosto 1858 – Cartagine, 13 febbraio 1929) è stato Bey di Tunisi dal 1922 fino alla sua morte.

## Regno
Insignito del titolo di Principe della Corona il 12 maggio 1906, egli succedette al trono in seguito al cugino, Naceur Bey (Nāṣir Bey), l'8 luglio 1922. Nominato Maggiore-Generale dell'esercito tunisino il 12 maggio 1906, fu promosso al rango di Maresciallo il 10 luglio 1922.
Egli inaugurò l'Istituto Moslem della Moschea di Parigi nel luglio del 1926 e fu il primo capo di Stato tunisino il cui nome venne citato nella Khuṭba in occasione della preghiera del venerdì (jumūʿa), secondo la tradizione musulmana - non solo locale - che riconosceva in tal modo il suo legittimo rappresentante, che il Paese aveva ereditato già da prima dell'Impero ottomano.
Beneficiando del vantaggio di essere un generale francese in Tunisia, il rappresentante generale della potenza protettrice, Lucien Saint, lo invitò, assieme ai figli Azzeddine Bey (ʿIzz al-Dīn Bey) e Lamine Bey (al-Amīn Bey), il 26 luglio 1923 a soggiornare a Marignac.
Alla sua morte fu sepolto nel mausoleo di Tourbet El Bey a Tunisi.